# Mistrzostwa Świata w Piłce Nożnej 2026 (eliminacje strefy CONCACAF)/Grupa F
Ten artykuł dotyczy trwającego lub niedawnego wydarzenia sportowego. Informacje w nim zamieszczone mogą się zmienić lub zdezaktualizować wraz z postępem zdarzenia. Początkowe doniesienia, wyniki lub statystyki mogą być niepewne. Ostatnie aktualizacje do tego artykułu mogą nie odzwierciedlać najbardziej aktualnych informacji.
W Grupie F drugiej rundy eliminacji do Mistrzostw Świata 2026 biorą udział następujące zespoły:
- Salwador
- Surinam
- Portoryko
- Saint Vincent i Grenadyny
- Anguilla

## Tabela
| Lp. | Drużyna                   | M | Z | R | P | B+ | B– | +/– | Pkt | Kwalifikacja            |     | Surinam | Salwador | Portoryko | Saint Vincent i Grenadyny | Anguilla |
| --- | ------------------------- | - | - | - | - | -- | -- | --- | --- | ----------------------- | --- | ------- | -------- | --------- | ------------------------- | -------- |
| 1   | Surinam                   | 4 | 3 | 1 | 0 | 10 | 2  | +8  | 10  | Awans do trzeciej rundy |     |         |          | 1–0       | 4–1                       |          |
| 2   | Salwador                  | 4 | 2 | 2 | 0 | 7  | 2  | +5  | 8   | Awans do trzeciej rundy |     | 1–1     |          | 0–0       |                           |          |
| 3   | Portoryko                 | 4 | 2 | 1 | 1 | 10 | 2  | +8  | 7   |                         |     |         |          |           | 2–1                       | 8–0      |
| 4   | Saint Vincent i Grenadyny | 4 | 1 | 0 | 3 | 9  | 9  | 0   | 3   |                         |     | 1–3     |          |           | 6–0                       |          |
| 5   | Anguilla                  | 4 | 0 | 0 | 4 | 0  | 21 | −21 | 0   |                         | 0–4 | 0–3     |          |           |                           |          |

## Wyniki
| 5 czerwca 202423:00 CEST | Surinam                                                      | 4:1(2:1) | Saint Vincent i Grenadyny | Dr. Ir. Franklin Essed Stadion, Paramaribo Widzów: 3 220 Sędzia: Joe Dickerson |
| 5 czerwca 202423:00 CEST | Becker 39' (k) · Hilterman 45+2' · Lonwijk 46' · Montnor 70' | 4:1(2:1) | 31' Anderson              | Dr. Ir. Franklin Essed Stadion, Paramaribo Widzów: 3 220 Sędzia: Joe Dickerson |

| 7 czerwca 202404:30 CEST | Salwador | 0:0(0:0) | Portoryko | Estadio Cuscatlán, San Salvador Widzów: 10 851 Sędzia: Said Martínez |
| 7 czerwca 202404:30 CEST |          | 0:0(0:0) |           | Estadio Cuscatlán, San Salvador Widzów: 10 851 Sędzia: Said Martínez |

| 8 czerwca 202421:30 CEST | Anguilla                                         | 0:4(0:1) | Surinam | Raymond E. Guishard Technical Centre, The Valley Widzów: 600 Sędzia: Hakeem Harvey |
| 8 czerwca 202421:30 CEST | 10', 75' Conraad · 62' Pinas · 87' (sam.) Austin | 0:4(0:1) |         | Raymond E. Guishard Technical Centre, The Valley Widzów: 600 Sędzia: Hakeem Harvey |

| 9 czerwca 202421:00 CEST | Saint Vincent i Grenadyny | 1:3(1:1) | Salwador                                 | Dr. Ir. Franklin Essed Stadion, Paramaribo (Surinam) Widzów: 200 Sędzia: Shavin Greene |
| 9 czerwca 202421:00 CEST | Anderson 43'              | 1:3(1:1) | 10' Henríquez · 60' Tejada · 83' Bonilla | Dr. Ir. Franklin Essed Stadion, Paramaribo (Surinam) Widzów: 200 Sędzia: Shavin Greene |

| 12 czerwca 202402:00 CEST | Portoryko                                                                                            | 8:0(2:0) | Anguilla | Juan Ramón Loubriel Stadium, Bayamón Widzów: 10 000 Sędzia: Oshane Nation |
| 12 czerwca 202402:00 CEST | de León 20' (k), 51' · Ydrach 31' · W. Rivera 48', 65' · L. Antonetti 59' · Ríos 71' · Cardona 90+1' | 8:0(2:0) |          | Juan Ramón Loubriel Stadium, Bayamón Widzów: 10 000 Sędzia: Oshane Nation |

| 5 czerwca 202501:00 CEST | Saint Vincent i Grenadyny                                                      | 6:0(2:0) | Anguilla | Arnos Vale Stadium, Kingstown Sędzia: Steffon Dewar |
| 5 czerwca 202501:00 CEST | Anderson 20', 69' · Stewart 25' (k.) · Joseph 59' · Edwards 61' · Franklyn 85' | 6:0(2:0) |          | Arnos Vale Stadium, Kingstown Sędzia: Steffon Dewar |

| 7 czerwca 202501:00 CEST | Surinam     | 1:0(0:0) | Portoryko | Dr. Ir. Franklin Essed Stadion, Paramaribo Sędzia: Nelson Salgado |
| 7 czerwca 202501:00 CEST | Montnor 80' | 1:0(0:0) |           | Dr. Ir. Franklin Essed Stadion, Paramaribo Sędzia: Nelson Salgado |

| 7 czerwca 202523:00 CEST | Anguilla                                | 0:3(0:2) | Salwador | Raymond E. Guishard Technical Centre, The Valley Sędzia: Filip Dujic |
| 7 czerwca 202523:00 CEST | 30' Ortiz · 45+5' B. Gil · 77' Alvarado | 0:3(0:2) |          | Raymond E. Guishard Technical Centre, The Valley Sędzia: Filip Dujic |

| 11 czerwca 202503:00 CEST | Portoryko                      | 2:1(1:0) | Saint Vincent i Grenadyny | Mayagüez Athletics Stadium, Mayagüez Sędzia: Randy Solano |
| 11 czerwca 202503:00 CEST | Antonetti 11' · Echevarria 77' | 2:1(1:0) | 47' Anderson              | Mayagüez Athletics Stadium, Mayagüez Sędzia: Randy Solano |

| 11 czerwca 202503:00 CEST | Salwador   | 1:1(1:1) | Surinam     | Estadio Cuscatlán, San Salvador Sędzia: Jon Freemon |
| 11 czerwca 202503:00 CEST | B. Gil 32' | 1:1(1:1) | 19' Lonwijk | Estadio Cuscatlán, San Salvador Sędzia: Jon Freemon |

## Strzelcy

### 5 goli
- Oalex Anderson

### 2 gole
- Leandro Antonetti
- Jeremy de León
- Wilfredo Rivera
- Brayan Gil
- Tyrone Conraad
- Justin Lonwijk
- Jaden Montnor

### 1 gol
- Nicolás Cardona
- Steven Echevarria
- Darren Ríos
- Roberto Ydrach
- Kyle Edwards
- Kirtney Franklyn
- Micah Joseph
- Cornelius Stewart
- Elvin Alvarado
- Nelson Bonilla
- Jairo Henríquez
- Santos Ortiz
- Rafael Tejada
- Sheraldo Becker
- Jeredy Hilterman
- Shaquille Pinas

### Gole samobójcze
- Steve Austin (dla  Surinamu)